# 棘短吻獅子魚
棘短吻獅子鱼，为輻鰭魚綱鮋形目杜父魚亞目狮子鱼科的其中一種。分布於西北太平洋區包括日本海北部、韃靼海峽及鄂霍次克海等海域。為深海魚類，棲息在水深185至582公尺的海域，體長可達10.7公分，生活習性不明。